# 長子県
長子県（ちょうし-けん）は中華人民共和国山西省長治市に位置する県。

## 歴史
秦代に設置され上党郡の郡治とされる。386年（太安2年）には慕容泓がこの地で帝位に就き西燕を建てている。
南北朝時代、北斉により廃止されたが、隋朝が成立すると589年（開皇9年）に寄氏県として再設置、598年（開皇18年）には長子県と改称された。
1958年に屯留県と統合され屯長県とされたが、同年に廃止され長治市に編入、1960年に屯長県が再設置されたが、翌年には屯留県と長子県に分割され現在に至る。

## 行政区画
- 街道:王峪街道、横水街道
- 鎮:丹朱鎮、鮑店鎮、石哲鎮、大堡頭鎮、慈林鎮、色頭鎮、南漳鎮
- 郷:嵐水郷、碾張郷、常張郷、南陳郷、宋村郷

## 名所・旧跡
- 全国重点文物保護単位
  - 法興寺
  - 崇慶寺
  - 天王寺
  - 小張碧雲寺
  - 布村玉皇廟
  - 韓坊尭王廟
  - 長子崔府君廟
  - 義合三教堂
  - 下霍護国霊貺王廟
  - 前万戸湯王廟
  - 中漳伏羲廟
  - 大中漢三嵕廟